# Mai Nakahara
Mai Nakahara (中原 麻衣, Nakahara Mai; Kitakyushu, 23 de fevereiro de 1981) é uma dubladora e cantora japonesa. Entre seus trabalhos mais notáveis destacam-se Juvia Loxxar em Fairy Tail, Rena Ryuugu em Higurashi no Naku Koro ni, Nagisa Furukawa em Clannad e Haruno Yukinoshita em Yahari Ore no Seishun Love Come wa Machigatteiru.

## Lista de trabalhos

### Anime
2002
- Mirmo Zibang! (Kaede Minami)[2]
- Seven of Seven (Nanasama)[3]
- Spiral: The Bonds of Reasoning (Sayoko Shiranagatani)

2003
- .hack//Legend of the Twilight Bracelet (Rena Kunisaki)[4]
- Daphne in the Brilliant Blue (Maia Mizuki)[5]
- Gankutsuō (Peppo)[6]
- Godannar (Anna Aoi)[7]
- Gunparade Orchestra]' (Nami Koumi)
- Kaleido Star: New Wings (May Wong)[8]

2006
- Higurashi no Naku Koro ni (Rena Ryuugu)[1]

2007
- Higurashi no Naku Koro ni Kai (Rena Ryuugu)[1]
- Clannad (Nagisa Furukawa)[1]

2008
- Higurashi no Naku Koro ni Rei (Rena Ryuugu)[1]
- Clannad After Story (Nagisa Furukawa)[1]

2009
- Chrome Shelled Regios (Feli Loss)[1]

2010
- Fairy Tail (Juvia Lockser)[1]

2011
- Higurashi no Naku Koro ni Kira (Rena Ryuugu)

2013
- Yahari Ore no Seishun Love Come wa Machigatteiru(Haruno Yukinoshita)
- Photokano (Aki Muroto)

2015
- Yahari Ore no Seishun Love Come wa Machigatteiru: Zoku

2019
- Samurai Shodown (Nakoruru)

2020
- Yahari Ore no Seishun Love Come wa Machigatteiru: Kan (Haruno Yukinoshita)
- Higurashi no Naku Koro ni Gou (Rena Ryuugu)[9]

## Discografia

### Albums de Estúdio
| Título            | Data de Lançamento     | Oricon |   |
| Posição mais alta | Semanas catalogadas    |        |   |
| ----------------- | ---------------------- | ------ | - |
| Homework          | 4 de fevereiro de 2004 | –      | – |
| Mini Theater      | 11 de maio de 2005     | –      | – |
| Fantasia          | 27 de setembro de 2006 | 137    | 1 |
| Metronome Egg     | 25 de junho de 2008    | 177    | 1 |
| Suisei Script     | 22 de setembro de 2010 | 270    | 1 |

### Canções
| Título | Ano                     | Oricon | Album |               |
| Posição mais alta | Semanas catalogadas     |        |       |               |
| --- | ----------------------- | ------ | ----- | ------------- |
| "Mirumodepon! Pretty Cake Magic" (ミルモでポン! プリティ・ケーキ・マジック) Kaede+Cheek Fairy                                                                                   | 28 de agosto de 2002    | –      | –     | –             |
| "Happy Lucky ~ Onegai, Mirumo" (ハッピー ラッキー～お願い、ミルモ!～) Kaede Chan (Mai Nakahara)                                                                                 | 23 de abril de 2003     | –      | –     | –             |
| "Romance" (ロマンス) | 3 de novembro de 2004   | –      | –     | Mini Theater  |
| "Etude" (エチュード) | 2 de março de 2005      | –      | –     | –             |
| "Futaribocchi" / "Monochrome" (ふたりぼっち / モノクローム) | 8 de fevereiro de 2006  | 77     | 2     | Metronome Egg |
| "Wish Star ni Nare" / "LoveLoveLove no Sei na no yo! (Kotoha solo version)" (WISH STARにな・あ・れ/LoveLoveLoveのせいなのよ!(琴葉ソロヴァージョン)) Kotoha Kiryū (Mai Nakahara) | 15 de novembro de 2006  | 109    | 1     | –             |
| "Anemone" (アネモネ) | 23 de maio de 2007      | 67     | 1     | Metronome Egg |
| "Sweet Madrigal" | 30 de setembro de 2009  | 93     | 2     | Suisei Script |
| "my starry boy" | 10 de fevereiro de 2010 | 103    | 1     | Suisei Script |